# Раядито
Раяди́то (Aphrastura) — рід горобцеподібних птахів родини горнерових (Furnariidae). Представники цього роду мешкають в Південній Америці.

## Види
Виділяють три види:
- Раядито малий (Aphrastura spinicauda)[5]
- Раядито великий (Aphrastura masafuerae)[6]
- Aphrastura subantarctica[7]

## Етимологія
Наукова назва роду Aphrastura походить від сполучення слів дав.-гр. αφραστος — чудовий і ουρα — хвіст.